# Brignogan-Plages
Brignogan-Plages korábbi község Franciaországban, Finistère megyében. Lakosainak száma 732 fő (2018. január 1.). Brignogan-Plages Kerlouan és Plounéour-Trez községekkel határos.
2017. január 1-jén Plounéour-Trez korábbi községgel egyesült és az így létrejött Plounéour-Brignogan-plages új község része lett.

## Népesség
A település népességének változása:
| Lakosok száma | 740  | 735  | 1978 | 735  | 732  |
|               | 2013 | 2015 | 2016 | 2017 | 2018 |